# Instalaciones Nando Yosu
Las instalaciones Nando Yosu, anteriormente conocidas como instalaciones de La Albericia, son los campos de entrenamiento de la primera plantilla del Real Racing Club de Santander. También son utilizadas por las categorías inferiores de este club y acogen los partidos oficiales como local del Rayo Cantabria. Su principal terreno de juego es el campo Santi Gutiérrez Calle.
El complejo es propiedad municipal del Ayuntamiento de Santander, y consta de cuatro campos de diferentes dimensiones sobre una superficie de unos 30 000 metros cuadrados. El campo más grande tiene aforo para 1000 personas, ya que tiene unas gradas a un fondo del campo. Las instalaciones están complementadas con varios vestuarios, entre ellos los del Rayo Cantabria. Reciben su nombre actual desde 2011, en honor de Nando Yosu, exjugador y exentrenador del club racinguista.
No obstante, el equipo mantiene las pretensiones de trasladarse a un complejo mayor en la parque de la vaguada de las Llamas que incluiría, entre otras, una residencia para futbolistas o un centro comercial.